# CryEngine (серія рушіїв)
CryEngine — це гральний рушій розроблений німецькою компанією Crytek, який вперше був використаний у відеогрі Far Cry. Він був створений як технологічна демонстрація GeForce 3 від NVIDIA. Ubisoft же має модифіковану версію CryEngine у грі Far Cry, який називається «Dunia Engine».

## Версії

Ця діаграма ілюструє історію розробки версій ігрового рушія CryEngine.

### CryEngine 1
Перша версія рушія дебютувала 2002 року, разом з випуском відеогри Far Cry. Спочатку CryEngine був створений як технологія перед-перегляду для Nvidia. Тоді з'явилася версія 1.2, яка використовувала деякі можливості для кращої графіки. Пізніше компанія розробила CryEngine версії 1.3, яка додала підтримку освітлення HDR

### CryEngine 2
У 2007 році з'явилася наступна версія рушія. Рушій був використаний і серед інших ігор наприклад у Crysis, й на додаток до цього у Crysis Warhead. Друга версія двигуна підтримувала бібліотеку DirectX 10.

### CryEngine (3.6–4)
21 січня 2013 року Crytek оголосив, що наступний CryEngine не буде мати номер версії. Проте, SDK Двигун досі використовує номери версій. Була додана підтримка комп'ютерів із системою Linux

### CryEngine V
22 березня 2016 року Crytek оголосив про нову версію CryEngine, що називається CryEngine V. Було введено DirectX 12 і віртуальну реальність. Крім того, була введена нова ліцензійна модель "pay what you want" для використання та доступу до початкового коду.